# 松宰
松宰（法語：Sonzay，法語發音：[sɔ̃zɛ] ⓘ）是法国安德尔-卢瓦尔省的一个市镇，位于该省西北部，属于图尔区。

## 地理
松宰（47°31'38"N, 0°27'44"E）面积48.34 平方千米，位于法国中央-卢瓦尔河谷大区安德尔-卢瓦尔省，该省份为法国中西部省份，北起萨尔特省、东北接卢瓦-谢尔省，东南接安德尔省，南至维埃纳省，西临曼恩-卢瓦尔省。
与松宰接壤的市镇（或旧市镇、城区）包括：昂比尤、布雷什、讷耶-蓬皮埃尔、佩尔奈、圣帕泰尔恩拉康、桑布朗赛、苏维涅。

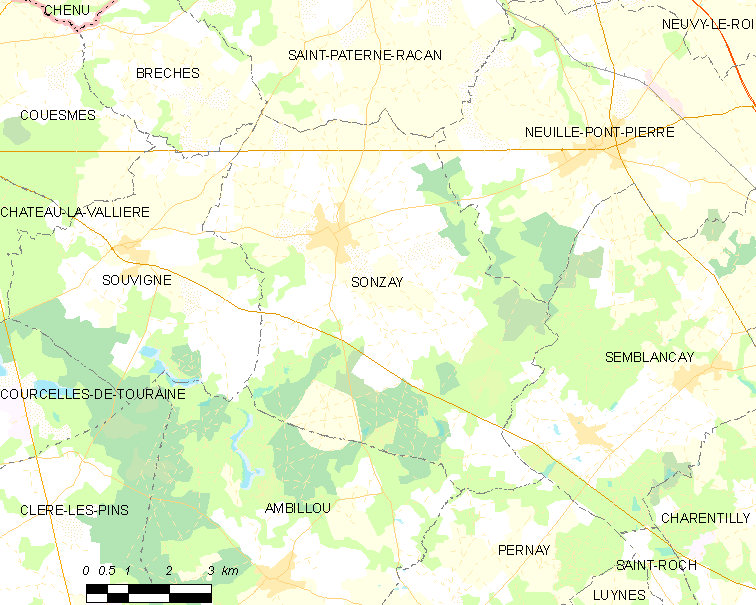
松宰的OSM定位图

松宰的时区为UTC+01:00、UTC+02:00（夏令时）。

## 行政
松宰的邮政编码为37360，INSEE市镇编码为37249。

## 政治
松宰所属的省级选区为雷诺堡县。

## 人口

1962-2008年间松宰人口变化图示

松宰于2022年1月1日时的人口数量为1414人。